# 헤닝 프리츠
헤닝 프리츠(독일어: Henning Fritz, 1974년 9월 21일~)는 독일의 전직 핸드볼 선수로 포지션은 골키퍼이다. 현역 시절 핸드볼 분데스리가의 프로 선수로 활동했고 독일 핸드볼 국가대표팀의 일원으로 뛰었다. 2004년에는 골키퍼로는 최초로 국제 핸드볼 연맹 올해의 선수로 선정되었다.